# الهيئة الدائمة المستقلة لحقوق الإنسان
الهيئة الدائمة المستقلة لحقوق الإنسان، منظمة لحقوق الإنسان، ومن الأجهزة الرئيسية في منظمة التعاون الإسلامي التي تدافع عن حقوق الإنسان في نطاق دولها الأعضاء البالغ عددهم 57 دولة. تنفذ الأنشطة كلجنة مستقلة لمنظمة التعاون الإسلامي، كما تقدم المشورة لهيئات صنع السياسات، وسلطات صنع القرار في إطار حقوق الإنسان والحقوق الأساسية.
تعمل الهيئة الدائمة المستقلة لحقوق الإنسان لصالح الدول الأعضاء وغير الأعضاء وفق آلية حقوق الإنسان الحالية، بموجب المعايير الدولية المحددة للاستقلال والمهنية وفقًا لتفويضها الممنوح بموجب ميثاق منظمة التعاون الإسلامي في الدورات المختلفة التي عقدت الأولى منها بين 7 و8 ديسمبر 2005، في الدورة الاستثنائية الثالثة للقمة الإسلامية التي استضافتها المملكة العربية السعودية في مكة المكرمة.

## لمحة تاريخية
كُلّفت الهيئة الدائمة المستقلة لحقوق الإنسان في عام 2005 بعد أن عقد مجلس وزراء خارجية منظمة التعاون الإسلامي برنامجًا بعنوان «برنامج العمل العشري لمنظمة التعاون الإسلامي». صدر القرار عن القمة الإسلامية الاستثنائية الثالثة التي عقدت في مكة المكرمة بالمملكة العربية السعودية في 7 ديسمبر 2005، إلا أن التشكيل الجزئي للجنة لم يحدث حتى القمة الإسلامية الحادية عشرة التي استضافتها السنغال في الفترة ما بين 13 و14 مارس 2008 في داكار. تأسست رسميًا خلال الدورة الثامنة والثلاثين لمجلس وزراء الخارجية بين 28 و30 يونيو 2011 في أستانا في كازاخستان.
نُقلت أمانة اللجنة إلى مقرها الرئيسي في مارس 2017، بعد الاعتراف بها رسميًا من قبل الدول الأعضاء. تأسس المقر المستقل من قبل المملكة العربية السعودية التي تعدّ أيضًا دولة مضيفة لها. وضعت اللجنة مبادئ توجيهية للعمل. تشمل المبادئ التوجيهية الخمسة: مبادئ التكامل والاستبطان وتحديد الأولويات والتدريجية والمصداقية.
ركزت اللجنة في السنوات الخمس الأولى على القضايا الحاسمة المتعلقة بحقوق المرأة والطفل في مجال التعليم. حددت اللجنة الحق في التعليم كعنصر أساسي لحقوق المرأة والطفل. حددت الهيئة أيضًا الحق في التنمية كأحد التدابير الرئيسية للتنمية. حددت رهاب الإسلام والأقليات المسلمة والصراع الإسرائيلي الفلسطيني كتحديات خطيرة.
دأبت المفوضية على تقديم المساعدة للدول الأعضاء في العديد من القضايا المتعلقة بالتشريعات المحلية والالتزامات بموجب المواثيق الدولية لحقوق الإنسان.

### الرسالة والأهداف
تغطي أهداف وولايات الهيئة مجموعة واسعة من الأنشطة، بما في ذلك ما يلي: 
تقديم المشورة لجهات صنع السياسات والقرارات التابعة للمنظمة بشأن جميع مسائل حقوق الإنسان. 
إعداد الدراسات والبحوث في مجال حقوق الإنسان. 
النهوض بحقوق الإنسان والحريات الأساسية في الدول الأعضاء فضلاً عن الحقوق الأساسية للجماعات والمجتمعات المسلمة في الدول غير الأعضاء وفقًا لقواعد ومعايير حقوق الإنسان المعترف بها عالميًا والقيمة المضافة للمبادئ الإسلامية للعدالة والمساواة. 
تنمية وتعزيز حقوق الإنسان في الدول الأعضاء من خلال توفير "التعاون التقني والمساعدة في مجال حقوق الإنسان والتوعية بها". 
تعزيز الحوار بين الأديان والثقافات باعتباره أداة لتعزيز السلام والوئام بين مختلف الحضارات وتعزيز الصورة الحقيقية للإسلام. 
تقديم الدعم للدول الأعضاء ومؤسساتها الوطنية، بما في ذلك منظمات المجتمع المدني المعتمدة في الدول الأعضاء، في تعزيز حقوق الإنسان للجميع وحمايتها بطريقة مستقلة. 
مراجعة صكوك حقوق الإنسان الخاصة بالمنظمة والتوصية بأي تعديلات عليها عند الاقتضاء، بما في كما تن المتحد ذلك التوصية بآليات ومواثيق جديدة. 
تعزيز علاقات عمل تعاونية مع الهيئات ذات الصلة في الأمم المتحدة ومنظمة التعاون الإسلامي، وكذلك الهيئات آليات حقوق الإنسان الإقليمية ذات الصلة. 
https://oic-iphrc.org/home/post/2

### تشكيل اعضاء الهيئة
تضم الهيئة 18 عضوا متميزا في مجال حقوق الإنسان ينتحبون وفقا لمبدأ التمثيل الجغرافي العادل ( سنة من كل منطقة جغرافية أي المجموعة الإفريقية والمجموعة العربية والمجموعة الأسيوية) ومع المراعاة الواجبة للتوازن بين الجنسين، وترشح الحكومات المعنية أعضاء الهيئة وينتخبهم مجلس وزراء خارجية المنظمة لمدة ثلاث سنوات قابلة للتجديد مرة واحدة بعد انتخابهم يمارس الأعضاء مهامهم في الهيئة بصفتهم الشخصية والمستقلة. 
https://oic-iphrc.org/home/post/3

### الموضوعية والاستقلال
تتبع الهيئة القواعد والمعايير والإجراءات المتعارف عليها دوليا لضمان الموضوعية والاستقلالية والمهنية في أداء المهام الموكلة إليها. ويتعين على كل عضو من أعضاء الهيئة عند انتخابه إصدار بيان رسمي يتعهد فيه بالنهوض بمسؤولياته بأفضل درجات المهنية والإخلاص والاستقلالية والنزاهة والاستقامة والعمل على تعزيز سلطتهم المعنوية ومصداقيتهم بعيدا عن أي تأثير خارجي، ويمنع أعضاء الهيئة من تلقي تعليمات من أي دولة بما فيها بلدانهم الأصلية أو من أي جهة ثالثة. 

### آلية عبر إقليمية بأبعاد عالمية
تتميز الهيئة بعدد من المزايا الفريدة عن مثيلاتها القائمة. فمع انتشار دولها الأعضاء في أربع قارات، وتغطية معظمها بالآليات الإقليمية وتحت الإقليمية المعنية، تعتبر الهيئة آلية حقوق إنسان عبر إقليمية تجمع وتعزز الطابع العالمي لحقوق الإنسان كما أن لها بعدا عالميا حيث يمتد دورها متعدد الأوجه إلى قضايا على جدول الأعمال الدولي لحقوق الإنسان، والتي تؤثر في حياة البشر في الدول الأعضاء وغير الأعضاء. بينما تتعاون الهيئة مع جميع الآليات ذات الصلة، تحاول تجنب الازدواجية بالتركيز على مجالات التكامل والقيمة المضافة، وتركز على الجوانب التصحيحية لتعزيز وحماية حقوق الإنسان 

### النشاطات
تمكنت الهيئة منذ إنشائها عام 2011، وخلال فترة زمنية قصيرة، من إثبات وجودها وجدواها باعتبارها جهارا مستقلا لحقوق الإنسان يتمتع بصيت وحضور دوليين. كما أبرزت أهمية وملامعة قيم الدين الإسلامي وتعاليمه في مواجهة التحديات الجسام التي تجابهها البشرية في الوقت الحاضر 
وتتولى الهيئة طبقا لنظامها الأساسي وقواعدها الإجرائية. النشاطات سنويا وتشمل تنظيم دورتين عاديتين تعقد خلالهما اجتماعات فرق عملها الأربع (فلسطين، الإسلاموفوبيا والأقليات المسلمة، حقوق المرأة والطفل الحق في التنمية) ، بالإضافة إلى عقد مناقشة مواضيعية حول مواضيع تشغل بال العالم الإسلامي المعاصر، وتصدر عن كل دورة من هذه الدورات وثائق ختامية شاملة مرفقة بتوصيات عملية. ويمكن الاطلاع على تلك الوثائق والتوصيات من خلال الرابط https://oic-iphrc.org/ar/sessions
وتنفيذا للتكليف الذي أناطه بها مجلس وزراء الخارجية، أنشأت الهيئة كذلك "الية دائمة لرصد انتهاكات حقوق الإنسان في كشمير الخاضعة للاحتلال الهندي". علاوة على ذلك أنشأت الهيئة عددا من اللجان الفرعية التي تنكب على إعداد دراسات مواضيعية هامة ومحددة كما تنظم الهيئة سنويا ندوة دولية حول إحدى القضايا الأساسية في حقوق الإنسان والتي تكتسي أهمية بالنسبة للدول الأعضاء في المنظمة، ويمكن الاطلاع على الوثائق الختامية لهذه الندوات من خلال الرابط https://oic-iphrc.org/ar/seminars
كما تشارك الهيئة كذلك وبكيفية منتظمة في دورات مجلس حقوق الإنسان التابع للأمم المتحدة وفي أشغال الجمعية العامة للأمم المتحدة وفي الاجتماعات الكبرى الدولية والإقليمية ذات الصلة بحقوق الإنسان وذلك من اجل نقل رؤاها بخصوص القضايا الت الحملة ذات الصلة التي تشغل بال منظمة التعاون الإسلامي، وتتفاعل الهيئة كذلك طبقا لنظامها الأساسي وتتعاون بانتظام مع غيرها مه الهيئات االأخرى لحقوق الإنسان في مختلف المناطق 
اضافة إلى ذلك تنظم الهيئة بالتعاون مع الإدارات المعنية في الأمم المتحدة ورشات. د عمل التدريبية / توجهية تتناول مجموعة واسعة من مواضيع حقوق الإنسان .

المراجع
1. ↑  Report، Star Online (12 يوليو 2017). "Muhammad Zamir elected as IPHRC member". The Daily Star. مؤرشف من الأصل في 2022-02-02.
2. ↑  "İİT Bağımsız Daimi İnsan Hakları Komisyonu Toplantısına Katılım Sağlandı". 23 أبريل 2021. مؤرشف من الأصل في 2021-04-23.
3. ↑  "Organization of Islamic Cooperation body holding meeting to address human rights issues". Arab News. 20 نوفمبر 2021. مؤرشف من الأصل في 2022-02-02. اطلع عليه بتاريخ 2022-02-02.
4. 1 2  "IPHRC-The Independent Permanent Human Rights Commission". IPHRC-The Independent Permanent Human Rights Commission. مؤرشف من الأصل في 2022-02-03. اطلع عليه بتاريخ 2022-02-02.
5. ↑  Awawdeh، Shaher (21 أغسطس 1969). "An Introduction to the Organization of Islamic Cooperation". GlobaLex. مؤرشف من الأصل في 2021-11-26. اطلع عليه بتاريخ 2022-02-03.
6. ↑  "IPHRC-The Independent Permanent Human Rights Commission". IPHRC-The Independent Permanent Human Rights Commission. مؤرشف من الأصل في 2022-02-03. اطلع عليه بتاريخ 2022-02-02.
7. ↑  "IPHRC-The Independent Permanent Human Rights Commission". IPHRC-The Independent Permanent Human Rights Commission. مؤرشف من الأصل في 2022-02-02. اطلع عليه بتاريخ 2022-02-02.
8. ↑  https://www.brecorder.com/news/amp/fonts.googleapis.com [وصلة مكسورة] نسخة محفوظة 2023-02-17 على موقع واي باك مشين.